# Раджанат Бутуан
Раджанат Бутуан (989—1521) — доіспанське наднаціональне державне утворення на острові Мінданао у Філіппінах.

## Епізодичні відомості
Раджанат Бутуан — історична філіппінська країна, існувала на острові Мінданао в доіспанський час із центром у сучасному місті Бутуан.
Бутуан був відомий видобутком золота, золотими виробами та розвиненою торговою мережею по всій островній Південно-Східній Азії. Був союз із Раджанатом Себу.
Раджа Сіагу — останній незалежний Раджа Бутуана. Був підпорядкований Іспанській імперії після того, як він і його брат Раджа Коламбу з Лімасави у 1521 році склали кровну угоду з Фернаном Магелланом.